# پیمان مونترال

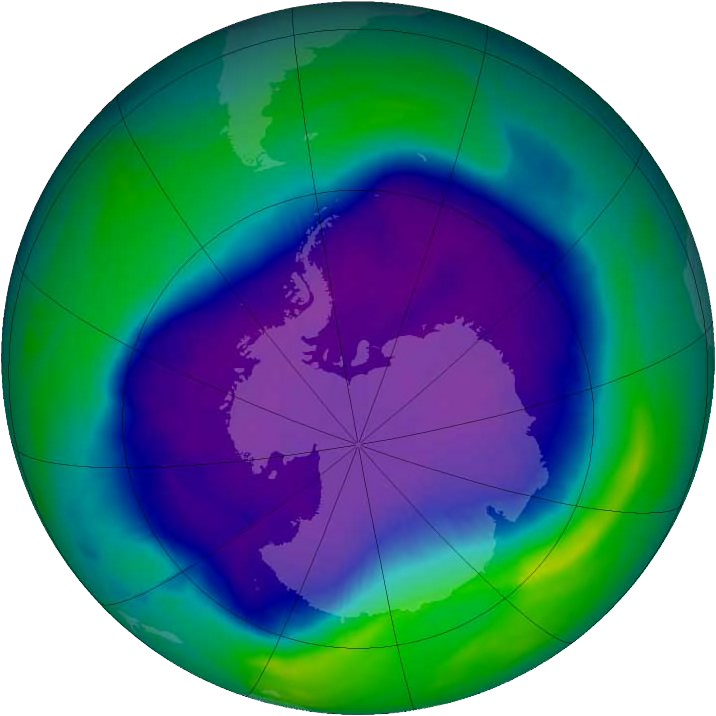
ناسا و اداره ملی اقیانوسی و جوی اعلام کردند که از ۲۱ تا ۳۰ سپتامبر ۲۰۰۶، مساحت متوسط حفره اوزن بر فراز قطب جنوب با بیشترین میزان مشاهده شده؛ در ۱۰٫۶ میلیون مایل مربع (۲۷٫۵ میلیون کیلومتر مربع)، بوده‌است یک رکورد شکنی دوبل

پیمان مونترال یا پروتکل مونترال در مورد موادی که باعث تخریب لایه ازون می‌شوند (پروتکل کنوانسیون وین برای محافظت از لایه ازون)؛ (انگلیسی: Montreal Protocol)، یک معاهدهٔ بین‌المللی است که برای محافظت از لایه ازون با خاتمه دادن به تولید مواد بی‌شماری که مسئول کاهش ازون هستند طراحی شده‌است. این توافق‌نامه در تاریخ ۲۶ اوت ۱۹۸۷ انجام شد و پس از نخستین جلسه در هلسینکی، مه ۱۹۸۹، در ۱۶ سپتامبر ۱۹۸۹ به اجرا درآمد. از آن زمان تاکنون ۹ مورد تجدید نظر انجام داده‌است، در سال ۱۹۹۰ (لندن)، ۱۹۹۱ (نایروبی)، ۱۹۹۲ (کپنهاگ)، ۱۹۹۳ (بانکوک)، ۱۹۹۵ (وین)، ۱۹۹۷ (مونترال)، ۱۹۹۸ (استرالیا)، ۱۹۹۹ (پکن) و ۲۰۱۶ (کیگالی).در نتیجهٔ این توافق بین‌المللی، سوراخ ازون در ناحیه قطب جنوب به آرامی در حال بهبود است.پیش‌بینی‌های اقلیمی نشان می‌دهند که لایه ازون بین سال‌های ۲۰۵۰ تا ۲۰۷۰ به سطح سال ۱۹۸۰ باز خواهد گشت.کوفی عنان با توجه به اتخاذ و اجرای گستردهٔ آن، از آن به عنوان نمونه‌ای از همکاری‌های بین‌المللی استثنایی مورد استقبال قرار گرفته گفته‌است که «شاید تنها موفق‌ترین توافق بین‌المللی تا به امروز، پروتکل مونترال بوده‌است»در مقایسه، تقسیم بار مؤثر و پیشنهادهای راه حل برای کاهش تضاد منافع منطقه‌ای از جملهٔ عوامل موفقیت در چالش کاهش ازون بوده‌است؛ جایی که مقررات جهانی براساس پروتکل کیوتو نتوانست این کار را انجام دهد. در این مورد «چالش کاهش ازون»، مقررات جهانی پیش از برقراری اجماع علمی وجود داشته‌است. افکار عمومی کلی نیز نسبت به خطرات احتمالی قریب‌الوقوع اطمینان داشته‌است.
این دو پیمان ازون که از سوی ۱۹۷ پشتیبان؛ (۱۹۶ کشور و نیز اتحادیه اروپا)، به تصویب رسیده، آن‌ها را به نخستین معاهده‌های جهانی تصویب شده در تاریخ سازمان ملل متحد تبدیل کرده‌است.
این دو معاهدهٔ «واقعاً جهانی» همچنین به سود فرایند سیاست‌گزاری در مقیاس جهانی قابل توجه بوده‌است؛ تنها ۱۴ سال بین یک بررسی علمی اساسی و کشف مشکل (۱۹۷۳)، و توافق بین‌المللی بر سر آن، امضا شده (۱۹۸۵ و ۱۹۸۷)، فاصله بوده‌است.

## جنبه‌های مورد توجه و هدف‌ها
این پیمان در زمینه و بر پایهٔ چندین گروه از هیدروکربن‌هایهالوآلکان‌ی که ازون استراتوسفر را تخلیه می‌کنند، شکل گرفته‌است. تمام مواد تخلیه کننده ازون که توسط پروتکل مونترال کنترل می‌شوند، حاوی کلر یا برم هستند؛ (موادی که فقط فلوئور دارند به لایهٔ ازون آسیب نمی‌رسانند).
برخی از مواد تخلیه کنندهٔ ازون (ODSs) هنوز توسط پروتکل مونترال کنترل نشده‌اند.